# Sainte-Marguerite-des-Loges
Sainte-Marguerite-des-Loges ist eine ehemalige französische Gemeinde mit 183 Einwohnern (Stand: 1. Januar 2013) im Département Calvados in der Region Normandie.
Am 1. Januar 2016 wurde Sainte-Marguerite-des-Loges im Zuge einer Gebietsreform zusammen mit 21 benachbarten Gemeinden als Ortsteil in die neue Gemeinde Livarot-Pays-d’Auge eingegliedert.

## Geografie
Sainte-Marguerite-des-Loges liegt im Pays d’Auge. Rund 15 Kilometer nördlich des Ortes befindet sich Lisieux.

## Bevölkerungsentwicklung
| Jahr                             | 1793 | 1836 | 1876 | 1926 | 1946 | 1975 | 1990 | 2013 |
| Einwohner                        | 622  | 477  | 378  | 286  | 283  | 194  | 161  | 183  |
| Quelle: Cassini, EHESS und INSEE |      |      |      |      |      |      |      |      |

## Sehenswürdigkeiten

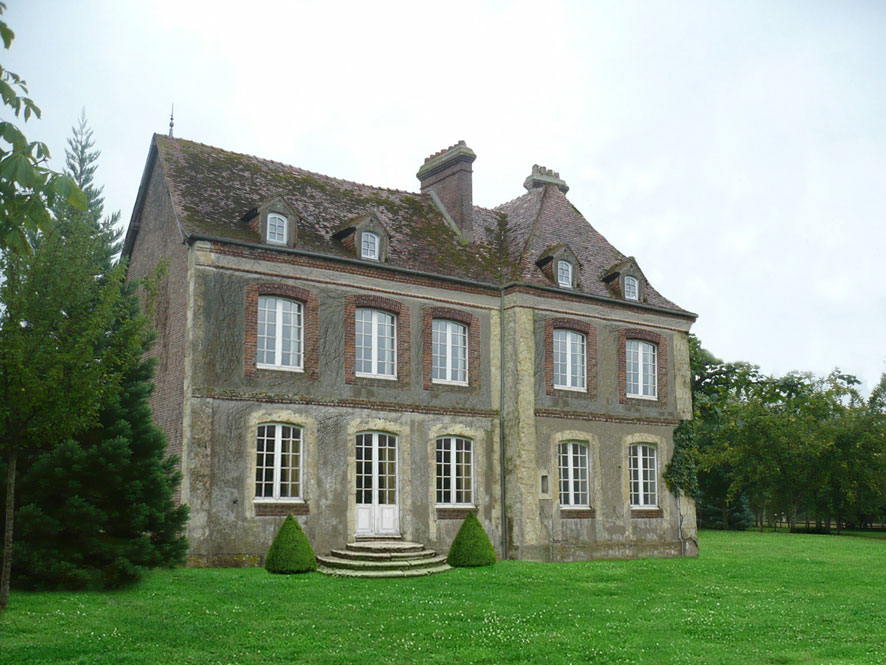
Örtliches Herrenhaus

- Kirche Sainte-Marguerite aus dem 12. Jahrhundert, seit 1933 Monument historique[3]
- Herrenhäuser